# Platyliodes scaliger
Platyliodes scaliger är en kvalsterart som först beskrevs av Koch 1839.  Platyliodes scaliger ingår i släktet Platyliodes och familjen Neoliodidae. Inga underarter finns listade i Catalogue of Life.